# Série de championnat de la Ligue américaine de baseball 1988
La Série de championnat de la Ligue américaine de baseball 1988 était la série finale de la Ligue américaine de baseball, dont l'issue a déterminé le représentant de cette ligue à la Série mondiale 1988, la grande finale des Ligues majeures.
Cette série quatre de sept débute le mercredi 5 octobre 1988 et se termine le dimanche 9 octobre après quatre victoires consécutives des Athletics d'Oakland sur les Red Sox de Boston. 

## Équipes en présence
Meilleure équipe du baseball majeur durant la saison régulière 1988, les Athletics d'Oakland remportent 104 parties contre seulement 58 revers et distancent par 13 matchs les champions de la Série mondiale 1987, les Twins du Minnesota, dans la course au championnat de la division Ouest de la Ligue américaine. Ces 104 gains sont un nouveau record d'équipe, le plus haut total en une année depuis le transfert de la franchise vers Oakland en 1968. Les Athletics participent aux séries éliminatoires pour la première fois depuis 1981.
Avec 89 victoires et 73 défaites, les Red Sox de Boston détrônent les Tigers de Detroit au sommet de la division Est, ne terminant qu'avec une victoire de plus. Boston retourne en séries éliminatoires pour la première fois depuis la défaite en Série mondiale 1986.
Boston et Oakland sont les deux équipes ayant marqué le plus de points durant l'année 1988, avec 813 et 800 respectivement. Les Athletics comptent dans leurs rangs le jeune Mark McGwire, nommé recrue de l'année la saison précédente, et le joueur par excellence de la Ligue américaine en 1988, Jose Canseco, qui devient cette année-là le premier membre du « club 40-40 » avec au moins 40 circuits et 40 buts volés en une saison. Chez les Red Sox, Wade Boggs est le champion frappeur de la saison avec une moyenne au bâton de ,366 et affiche la plus haute moyenne de présence sur les buts (,476) du baseball.
Les deux clubs se sont précédemment affrontés une fois en éliminatoires : lors de la Série de championnat 1975, alors un trois de cinq, remporté trois gains à zéro par Boston.

## Déroulement de la série

### Calendrier des rencontres
| Match | Date      | Visiteur            | Hôte                | Score  |
| ----- | --------- | ------------------- | ------------------- | ------ |
| 1     | 5 octobre | Athletics d'Oakland | Red Sox de Boston   | 2 - 1  |
| 2     | 6 octobre | Athletics d'Oakland | Red Sox de Boston   | 4 - 3  |
| 3     | 8 octobre | Red Sox de Boston   | Athletics d'Oakland | 6 - 10 |
| 4     | 9 octobre | Red Sox de Boston   | Athletics d'Oakland | 1 - 4  |

### Match 1
Mercredi 5 octobre 1988 au Fenway Park, Boston, Massachusetts.
| Athletics d'Oakland | 0 | 0 | 0 | 1 | 0 | 0 | 0 | 1 | 0 | 2 | 6 | 0 |
| Red Sox de Boston | 0 | 0 | 0 | 0 | 0 | 0 | 1 | 0 | 0 | 1 | 6 | 0 |
| Lanceurs partants : OAK : Dave Stewart BOS : Bruce Hurst Vic. : Rick Honeycutt (1-0) Déf. : Bruce Hurst (0-1) Sauv. : Dennis Eckersley HRs : OAK : Jose Canseco (1) |   |   |   |   |   |   |   |   |   |   |   |   |

### Match 2
Jeudi 6 octobre 1988 au Fenway Park, Boston, Massachusetts.
| Athletics d'Oakland | 0 | 0 | 0 | 0 | 0 | 0 | 3 | 0 | 1 | 4 | 10 | 1 |
| Red Sox de Boston | 0 | 0 | 0 | 0 | 0 | 2 | 1 | 0 | 0 | 3 | 4  | 1 |
| Lanceurs partants : OAK : Storm Davis BOS : Roger Clemens Vic. : Gene Nelson (1-0) Déf. : Lee Smith (0-1) Sauv. : Dennis Eckersley (2) HRs : OAK : Jose Canseco (2) BOS : Rich Gedman (1) |   |   |   |   |   |   |   |   |   |   |    |   |

### Match 3
Samedi 8 octobre 1988 au Oakland-Alameda County Coliseum, Oakland, Californie.
| Red Sox de Boston | 0 | 3 | 2 | 0 | 0 | 0 | 1 | 0 | 0 | 6  | 12 | 0 |
| Athletics d'Oakland | 0 | 4 | 2 | 0 | 1 | 0 | 1 | 2 | X | 10 | 15 | 1 |
| Lanceurs partants : BOS : Mike Boddicker OAK : Bob Welch Vic. : Gene Nelson (2-0) Déf. : Mike Boddicker (0-1) Sauv. : Dennis Eckersley (3) HRs : BOS : Mike Greenwell (1) OAK : Mark McGwire (1), Dave Henderson (1), Ron Hassey (1), Carney Lansford (1) |   |   |   |   |   |   |   |   |   |    |    |   |

### Match 4
Dimanche 9 octobre 1988 au Oakland-Alameda County Coliseum, Oakland, Californie.
| Red Sox de Boston | 0 | 0 | 0 | 0 | 0 | 1 | 0 | 0 | 0 | 1 | 4  | 0 |
| Athletics d'Oakland | 1 | 0 | 1 | 0 | 0 | 0 | 0 | 2 | X | 4 | 10 | 1 |
| Lanceurs partants : BOS : Bruce Hurst OAK : Dave Stewart Vic. : Dave Stewart (1-0) Déf. : Bruce Hurst (0-2) Sauv. : Dennis Eckersley (4) HRs: OAK : Jose Canseco (3) |   |   |   |   |   |   |   |   |   |   |    |   |

## Joueur par excellence
Dennis Eckersley, des Athletics d'Oakland, est nommé joueur par excellence de la Série de championnat, une première pour un lanceur de relève. Le stoppeur des A's protège les quatre victoires de son équipe contre Boston et est crédité de quatre sauvetages. Il n'accorde aucun point et un seul coup sûr en six manches lancées en plus de retirer sur des prises cinq frappeurs des Red Sox.